# Línguas de Moçambique
As línguas de Moçambique são todas de origem banta, com exceção do português, que é a língua oficial, desde que o país se tornou independente, em 25 de junho de 1975. O Ethnologue lista para Moçambique 43 línguas, compiladas abaixo, das quais 41 são línguas banta, chamadas “línguas nacionais” na Constituição, e as restantes são o português e a língua de sinais. De acordo com o censo de 2007 50,4% dos moçambicanos falam português (contexto urbano: 80,8%; contexto rural: 36,3%); 12,8% falam maioritariamente o português em casa e 10,7% da população total do país considera o português a sua língua materna, sendo que esta percentagem em Maputo chega a 25%.
De acordo com o censo populacional de 1997, as línguas mais faladas em Moçambique como primeira língua (língua materna) são o macua, com 26,3%, seguida do tsonga (11,4%) e do lomué (7,9%).
Moçambique é um PALOP (um dos Países Africanos de Língua Oficial Portuguesa) e é membro da Comunidade dos Países de Língua Portuguesa (CPLP). Duas das suas cidades, Maputo, a capital, e a Ilha de Moçambique são igualmente membros da União das Cidades Capitais Luso-Afro-Américo-Asiáticas, também conhecida como “União das Cidades Capitais de Língua Portuguesa”.

## Relação de línguas faladas em Moçambique
O=Oficial C= Reconhecida pelo Centro de Estudos de Línguas Moçambicanas (NELIMO) E=Listada no Ethnologue:
- C Ajaua (Ciyao)
- C Angone (Xingoni, Cingoni) - possivelmente um dialeto do nianja
- C Chope (Cicopi)
- C Chuabo (Echuwabo)
- C Cibalke
- E Cidema
- E Cikunda
- C Cinsenga
- E Ciphimbi
- E Citawara
- E Citewe
- E Echirima
- E Ekokola
- C Ekoti
- E Elolo
- E Emaindo
- E Emanyawa
- E Emarenje
- E Emarevoni
- E Emeetto
- E Emoniga
- E Enathembo
- E Esaaka
- E Etakwane
- C Guitonga (xinhambane)
- C Lomué (Elomwe)
- C Macua (Emakhuwa)
- E Manica (Emanyika)
- C Nianja (cinyanja)
- E Kimakwe
- C Quimuane (Kimwani) - próxima do suaíli [7]
- C Maconde (Shimakonde)
- C Nhúngue (Cinyungwe)
- O Português
- C Ronga (Xirhonga)
- C Sena (CiSena)
- C Suaíli (Kiswahili)
- C Suázi (Siswati)
- C Tsonga - inclui o ronga, o changana e o tswa
- C Xindau (Ndau, Cindau)
- C Xítsua (Tswa, Citshwa ou Xitswa)
- C Zulu (Isizulu)

## Classificação pelo grupo de trabalho de línguas de Moçambique
Grupo I (Kimwani, Shimakonde, Ciyaawo)
Grupo II (Emakhuwa, Echuwabu)
Grupo III (Cinyanja, Cinyungwe, Cisena, Cibalke)
Grupo IV (Cimanyika, Cindau, Ciwute) - grupo linguístico shona
Grupo V (Guitonga, Cicopi)
Grupo VI (Xichangana, Citshwa, Xirhonga) 
*Dessas, apenas o cibalke não tinha sido identificada pelo Ethnologue, que desde esse trabalho passou a incluí-la, sob o nome de Barwe.

## Ortografia dos nomes de línguas nacionais
Em 1988 e 1998, o então Núcleo de Estudos de Línguas Moçambicanas (NELIMO) convocou seminários de padronização das línguas moçambicanas em termos de ortografia, divisão de palavras e representação de tonalidade. O terceiro seminário organizado pelo agora Centro de Estudos de Línguas Moçambicanas, teve lugar em 2008.
Algumas regras gerais determinadas foram:
- O nome da língua em contextos científicos e nas próprias línguas escreve-se sempre com o seu prefixo. Ex. "Emakhuwa" e não "macua"
- A ortografia dá prioridade às regras de línguas bantas em vez de regras para português. Ex. "Cinyungwe" e não "nhúngue"[5]